# Широкоугольная и планетарная камера
Широкоугольная/планетарная камера (англ. Wide Field and Planetary Camera, WFPC, WFPC, WF/PC, WF/PC) была установлена на космическом телескопе Хаббл, при его запуске в апреле 1990 года, и работала до декабря 1993 года. Её функциональность была серьезно нарушена дефектами оптики главного зеркала, от которых страдал телескоп. Однако она позволила получить уникальные изображения относительно ярких астрономических объектов с высоким разрешением, позволившие сделать ряд открытий несмотря на аберрации.
WFPC была предложена Джеймсом А. Вестфалом, профессором планетологии в Калифорнийском технологическом институте, и была спроектирована, построена и управлялась JPL. В 1976 году ПЗС-камеры почти не использовались для получения астрономических изображений, хотя первый разведывательный спутник KH-11 KENNEN, оснащенный ПЗС-камерами для получения изображений, был запущен в декабре 1976 года. Высокая чувствительность была настолько многообещающей, что многие астрономы решительно утверждали, что ПЗС-камеры следует рассматривать для космического телескопа.
WFPC состояла из двух отдельных камер, каждая из которых содержала 4 ПЗС-матрицы Texas Instruments размером 800x800 пикселей, расположенные так, чтобы охватывать непрерывное поле зрения. Широкоугольная камера имела разрешение 0,1 угловой секунды на пиксель и предназначалась для панорамных наблюдений слабых источников за счет углового разрешения. Планетарная камера имела разрешение 0,043 угловой секунды на пиксель и предназначалась для наблюдений с высоким разрешением. Выбор между двумя камерами осуществлялся с помощью четырехгранной пирамиды, которая поворачивалась на 45 градусов.
В рамках сервисной миссии STS-61 в декабре 1993 года WFPC была заменена на новую версию. Широкоугольная и планетарная камера 2 (WFPC-2) была улучшена по сравнению со своей предшественницей и включала корректирующую оптику, необходимую для устранения основного дефекта зеркала. Чтобы избежать возможной путаницы, WFPC часто называется WFPC1.
По возвращении на Землю WFPC была разобрана, и его части были использованы в широкоугольной камере 3, которая была установлена на Хаббле 14 мая 2009 года в рамках сервисной миссии 4, заменив WFPC2.